# Cylindromyia rieki
Cylindromyia rieki là một loài ruồi trong họ Tachinidae.